# Organització territorial d'Estònia
El comtat (en estonià: maakond) és una subdivisió administrativa d'Estònia. Estònia està dividida en 15 comtats. El govern (en estonià: maavalitsus) de cada comtat l'encapçala un governador del comtat (en estonià: maavanem), que representa al govern nacional a nivell regional. És nomenat pel govern estonià per un període de cinc anys.

## Llista de comtats
| Comtat (nom en estonià)    | Capital    |
| -------------------------- | ---------- |
| Harju (Harjumaa)           | Tallinn    |
| Hiiu (Hiiumaa)             | Kärdla     |
| Ida-Viru (Ida-Virumaa)     | Jõhvi      |
| Järva (Järvamaa)           | Paide      |
| Jõgeva (Jõgevamaa)         | Jõgeva     |
| Lääne (Läänemaa)           | Haapsalu   |
| Lääne-Viru (Lääne-Virumaa) | Rakvere    |
| Pärnu (Pärnumaa)           | Pärnu      |
| Põlva (Põlvamaa)           | Põlva      |
| Rapla (Raplamaa)           | Rapla      |
| Saare (Saaremaa)           | Kuressaare |
| Tartu (Tartumaa)           | Tartu      |
| Valga (Valgamaa)           | Valga      |
| Viljandi (Viljandimaa)     | Viljandi   |
| Võru (Võrumaa)             | Võru       |

Cada comtat, al seu torn, es divideix en municipis que són de dos tipus: municipis urbans o ciutats (en estonià linn), i municipis rurals (en estonià vald).